# 森川泰臣
森川 泰臣（もりかわ たいしん、1994年9月27日 - ）は、熊本県上益城郡益城町出身の元サッカー選手。現役時のポジションは、DF、MF。

## 来歴
ロアッソ熊本のジュニアユース・ユース出身で、2012年秋にトップ昇格が決定。ユース出身者では甲斐敬介に次いで2人目であり、ジュニアユース出身者では初めてのトップ昇格となった。同年は2種登録選手としてトップ登録され、トップチームに負傷者が続出したこともあり、シーズン最終2試合ではベンチ入りを果たした。
2014年シーズンはJリーグ・アンダー22選抜に登録され5試合に出場、3アシストを記録したが、トップチームではベンチ入りにとどまり出場することはなかった。
2015年、ガイナーレ鳥取へ期限付き移籍したが、わずか8試合の出場にとどまった。12月17日に期限付き移籍期間満了およびロアッソ熊本への復帰が発表された。
2016年7月、藤枝MYFCへ期限付き移籍が、公式戦の出番を得ることが出来ず期限付き移籍期間満了となった。
2016年11月28日にはロアッソ熊本からも契約満了による退団が発表された。
2017年1月10日にヴェルスパ大分への完全移籍加入が発表された。6月30日、一身上の都合によりヴェルスパ大分を退団し、東邦チタニウムサッカー部に加入した。2017年末に現役引退し、家業を継ぐこととなった(熊本日日新聞、2018年5月21日紙面）。

## エピソード
- 目標とする選手は、チーム結成当時からロアッソ熊本に所属している福王忠世。これは、同じ守備的なポジションの選手ながら攻撃センスが優れている福王を尊敬し、自分もそのような攻撃を組み立てたいという意欲から来ている。

## 所属クラブ
ユース歴
- 2001年 - 2006年 FCビッグウェーブ
- 2007年 - 2009年 ロアッソ熊本ジュニアユース
- 2010年 - 2012年 ロアッソ熊本ユース
  - 2012年 ロアッソ熊本 (2種登録)

シニア歴
- 2013年 - 2016年  ロアッソ熊本
  - 2014年7月 - 同年12月  Jリーグ・アンダー22選抜
  - 2015年  ガイナーレ鳥取 (期限付き移籍)
  - 2016年7月 - 同年12月  藤枝MYFC (期限付き移籍)
- 2017年1月 - 6月  ヴェルスパ大分
- 2017年7月 - 12月  東邦チタニウムサッカー部

## 個人成績
| 国内大会個人成績 | 国内大会個人成績 | 国内大会個人成績 | 国内大会個人成績 | 国内大会個人成績 | 国内大会個人成績 | 国内大会個人成績 | 国内大会個人成績 | 国内大会個人成績 | 国内大会個人成績 | 国内大会個人成績 | 国内大会個人成績 |
| 年度             | クラブ           | 背番号           | リーグ           | リーグ戦         | リーグ戦         | リーグ杯         | リーグ杯         | オープン杯       | オープン杯       | 期間通算         | 期間通算         |
| 年度             | クラブ           | 背番号           | リーグ           | 出場             | 得点             | 出場             | 得点             | 出場             | 得点             | 出場             | 得点             |
| 日本             | 日本             | 日本             | 日本             | リーグ戦         | リーグ戦         | リーグ杯         | リーグ杯         | 天皇杯           | 天皇杯           | 期間通算         | 期間通算         |
| ---------------- | ---------------- | ---------------- | ---------------- | ---------------- | ---------------- | ---------------- | ---------------- | ---------------- | ---------------- | ---------------- | ---------------- |
| 2013             | 熊本             | 15               | J2               | 0                | 0                | -                | -                | 0                | 0                | 0                | 0                |
| 2014             | 熊本             | 15               | J2               | 0                | 0                | -                | -                | 0                | 0                | 0                | 0                |
| 2015             | 鳥取             | 19               | J3               | 8                | 0                | -                | -                | 0                | 0                | 8                | 0                |
| 2016             | 熊本             | 19               | J2               | 0                | 0                | -                | -                | -                | -                | 0                | 0                |
| 2016             | 藤枝             | 32               | J3               | 0                | 0                | -                | -                | 0                | 0                | 0                | 0                |
| 2017             | V大分            | 20               | JFL              | 6                | 0                | -                | -                | 0                | 0                | 6                | 0                |
| 2017             | 東チタ           | 27               | 関東2部          |                  |                  | -                | -                | -                | -                |                  |                  |
| 通算             | 日本             | 日本             | J2               | 0                | 0                | -                | -                | 0                | 0                | 0                | 0                |
| 通算             | 日本             | 日本             | J3               | 8                | 0                | -                | -                | 0                | 0                | 8                | 0                |
| 通算             | 日本             | 日本             | JFL              | 6                | 0                | -                | -                | 0                | 0                | 6                | 0                |
| 通算             | 日本             | 日本             | 関東2部          |                  |                  | -                | -                | 0                | 0                |                  |                  |
| 総通算           | 総通算           | 総通算           | 総通算           | 14               | 0                | 0                | 0                | 0                | 0                | 14               | 0                |

- 2012年は2種登録選手

その他の公式戦
| 2014   | J-22   | -      | J3     | 5 | 0 | 5 | 0 |
| 通算   | 日本   | 日本   | J3     | 5 | 0 | 5 | 0 |
| 総通算 | 総通算 | 総通算 | 総通算 | 5 | 0 | 5 | 0 |